# ميناء الفاو الكبير
ميناء الفاو الكبير هو ميناء عراقي في شبه جزيرة الفاو جنوب محافظة البصرة. تبلغ تكلفة المشروع حوالي 4.6 مليار يورو بمساحة كلية تبلغ 54 كيلو متر مربع وتقدر طاقة الميناء المخطط إنشاؤه 99 مليون طن سنوياً ليكون واحداً من أكبر الموانئ المطلة على الخليج العربي والعاشر على مستوى العالم. ومن المرجح أن تكون أعماق الميناء 19 متر ليستوعب أكبر السفن التجارية وضع حجر الأساس لهذا المشروع يوم 5 أبريل/نيسان 2010.
يقع الميناء في منطقة رأس البيشة على نهاية الجرف القاري للعراق، ويُعد نقلة نوعية في أهميته الجيوسياسية لربط العراق بالعالم من خلال إعادته لأهمية الموقع الرابط بين الشرق والغرب، وإن إنشاؤه سوف يغير خارطة النقل البحرية العالمية، والمشروع عند اكتماله من المحتمل أن يصبح أحد أكبر موانئ الخليج العربي حيث تتراوح طاقته الإنتاجية الابتدائية بين 45 –20 مليون طن سنوياً. ويعد مشروعاً إستراتيجياً يربط الشرق بأوربا عبر العراق وتركيا بما يسمى بالقناة الجافة.

## الموقع الجغرافي
تم اختيار موقع الميناء في الجانب الغربي لشبه جزيرة الفاو طبقاً لعقد التصاميم والخدمات الإستشارية بين وزارة النقل في العراق وتكتل الشركات الإيطالية (تكني كال).

## البناء
في 7 تشرين الثاني 2024 جرت مراسم تسلم الأرصفة الخمسة في ميناء الفاو الكبير بعد انتهاء العمل فيها.